# Улица Маза Яунаву
Улица Ма́за Я́унаву (латыш. Mazā Jaunavu iela) — короткая (91 метр) улица Старой Риги. Идёт от дома 7 по улице Калькю к улице Тиргоню, продолжаясь далее как улица Яунаву.

## История
Указана на плане Риги в 1650 году как Малая Девичья улица. Название связано с женским монастырём, который находился поблизости от неё. В 1921 году улица переименована в Девичью. В 1944 году получила название Новой улицы, в 1990-е годы название Малая Девичья было восстановлено.

## Достопримечательности

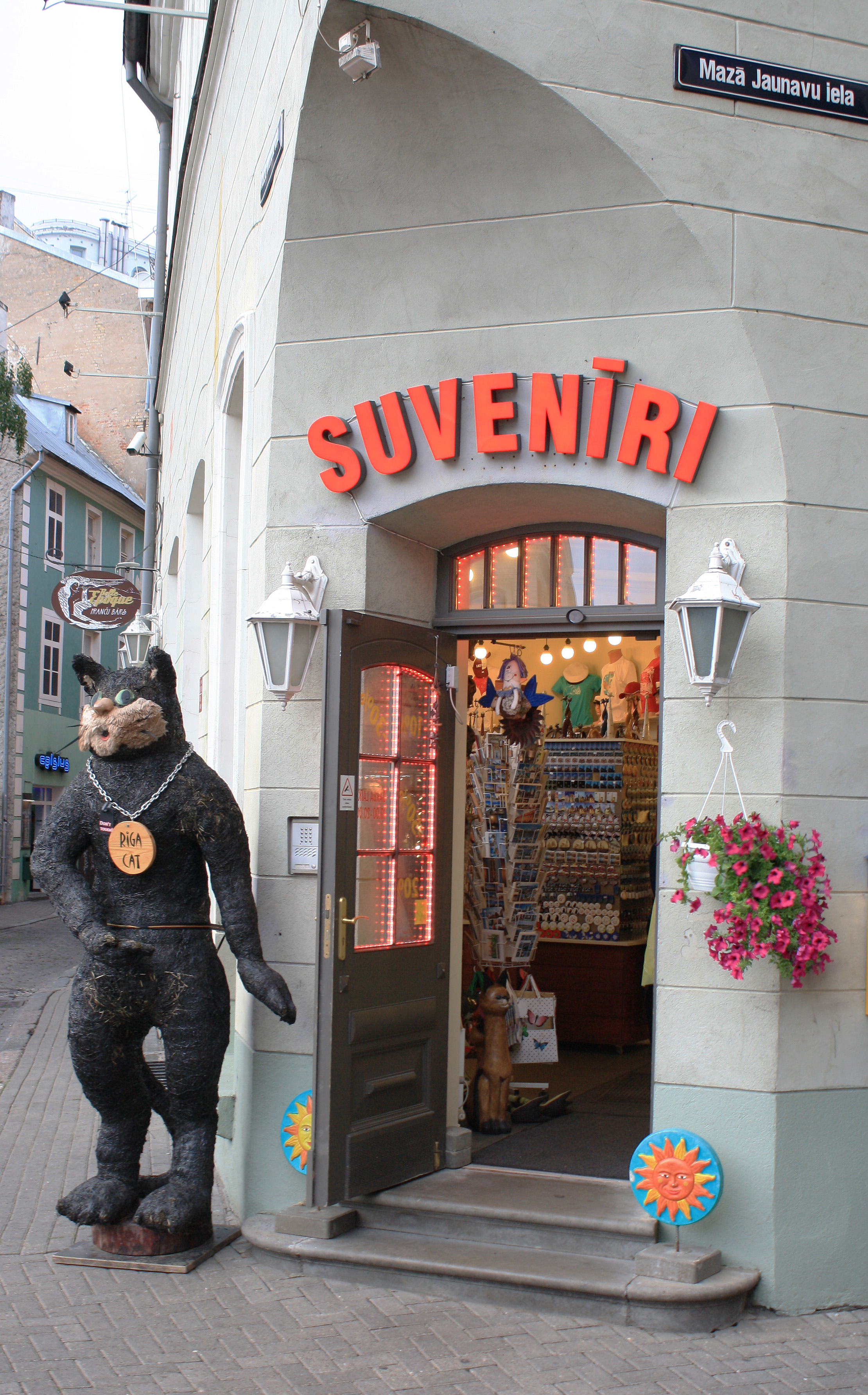
Кот у перекрёстка с улицей Маза Монету

- д. 8 — Склад (XVII век, перестроен в 1878 году архитектором Робертом Пфлугом, реконструирован в 1998 году архитектурным бюро «Сарма и Норде»).

Двери несохранившегося д. 3 перенесены в Музей истории Риги и мореходства.
Улица пересекает «Эгле» — площадку для отдыха на открытом воздухе с летними кафе.